# Открытка

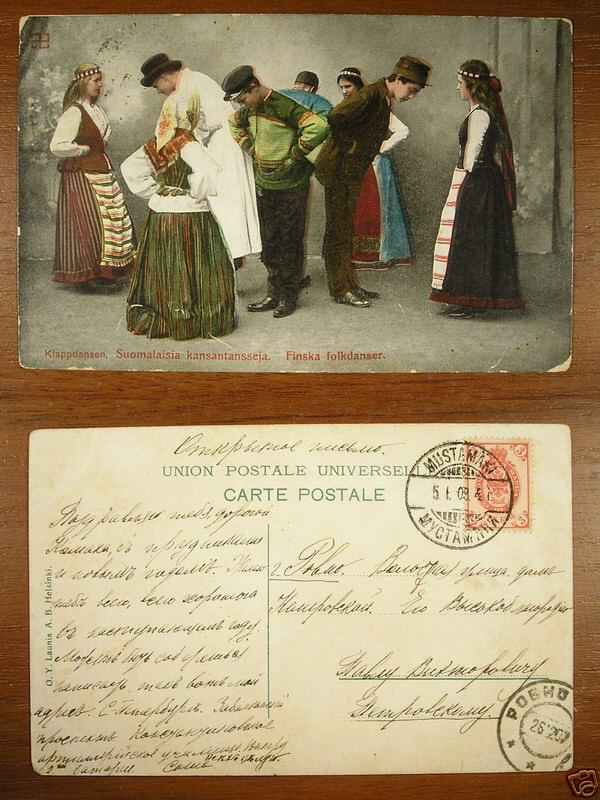
Открытка с изображением финских народных танцоров и стандартной маркой, отправленная из Мустамяки в Ровно (Российская империя, 1907)

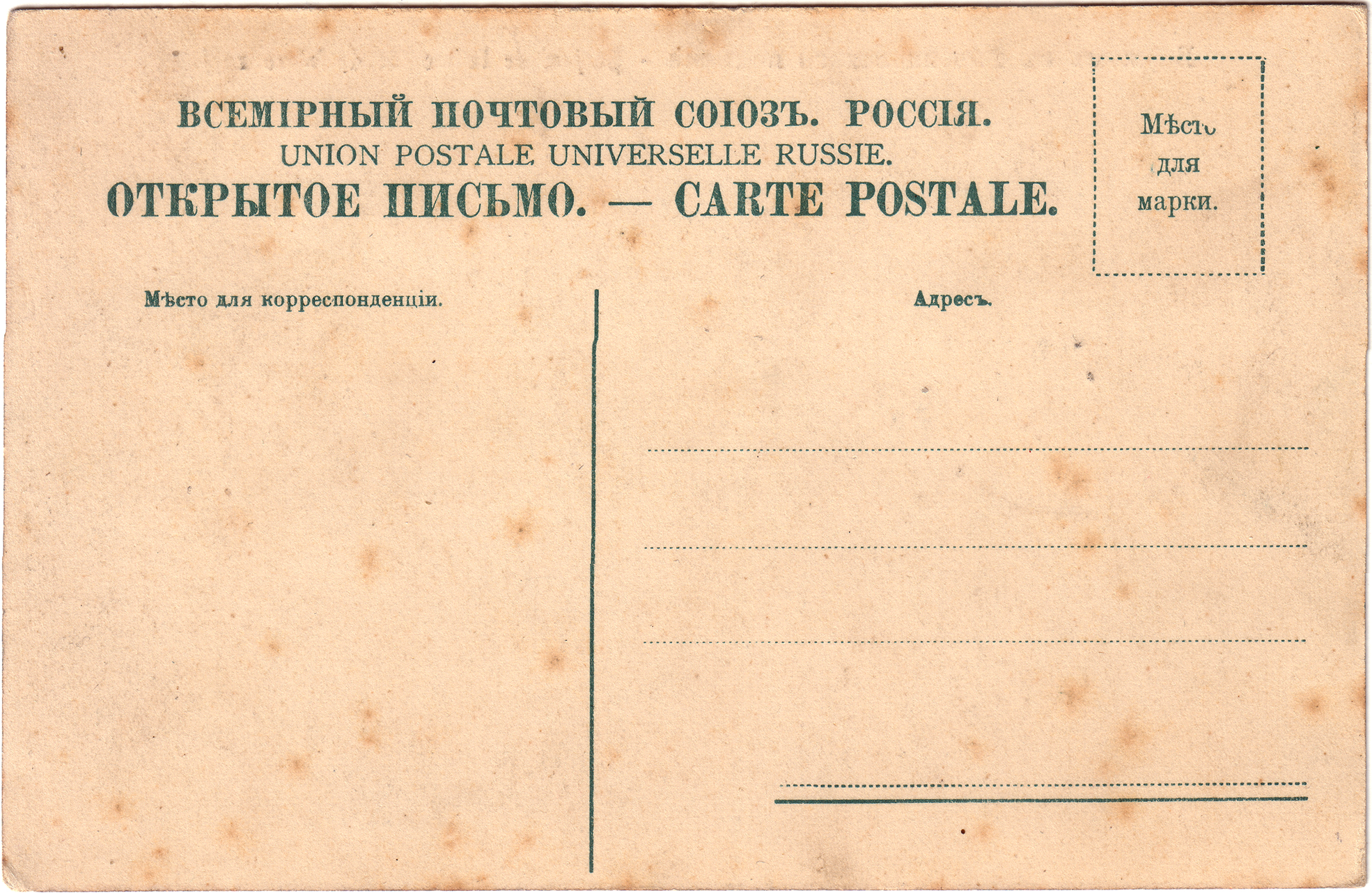
Бланк иллюстрированного открытого письма (открытки), типовая обратная сторона (Российская империя, после 1904 года)

Откры́тка (первоначально откры́тое письмо́) — особый вид почтовой карточки для открытого письма (без конверта).
Почтовые открытки (почтовые карточки) впервые появились в Австрии 1 октября 1869 года.
Коллекционирование открыток называется филокартией.

## Описание

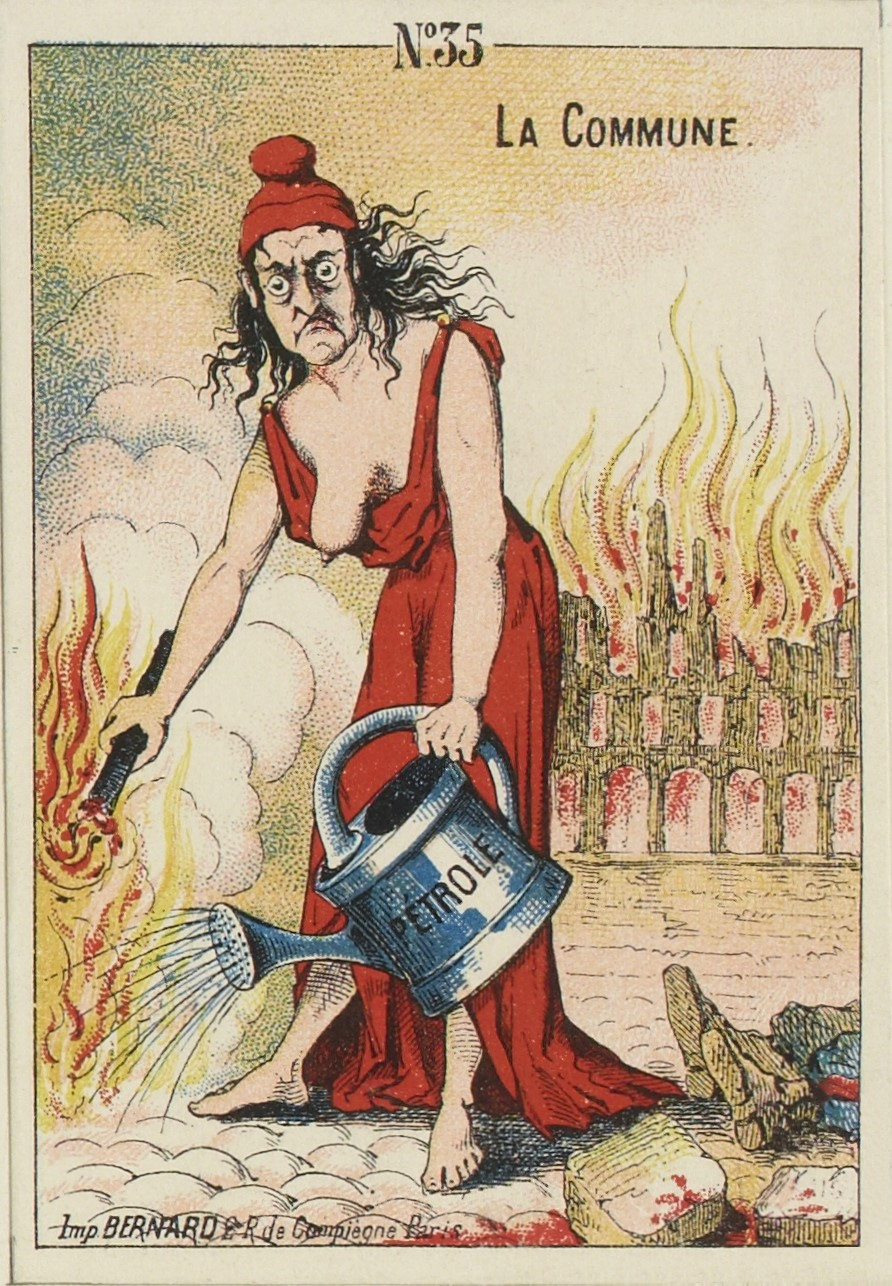
Пропагандистская открытка, прошедшая почту спустя несколько недель после падения Парижской коммуны (июль 1871 года)

На лицевой стороне открытки имеется какое-либо полноформатное (занимающее всю площадь) изображение, а её обратная часть предназначена для написания сообщения и адресов получателя и отправителя, а также для наклеивания почтовой марки. Часто марка печатается непосредственно на открытке, а почтовый сбор включается в цену последней при продаже. Открытка может быть и не почтовой. В этом случае на ней нет почтовой марки и под адрес не предусмотрено место; это карточка из плотной бумаги или картона размером с обычное письмо.
Почтовая карточка для открытого (без конверта) письма.

## История
Самой ранней известной самодельной открыткой называют «Penny Penates», которая была отправлена по почте в Великобритании в 1840 году. Регулярные почтовые карточки (или открытки) были предложены впервые Генрихом фон Стефаном в 1865 году на Германско-Австрийском конгрессе, но его проект был отклонён из-за «неприличной формы пересылки сообщений на открытом почтовом листе»
Первая почтовая карточка была выпущена в Австро-Венгрии. 1 октября 1869 года в почтовом обращении этой страны появилась «корреспондентская карточка» с отпечатанной маркой достоинством в два крейцера. Во время франко-прусской войны 1870—1871 годов в воюющих армиях Франции и Германии также родилась идея снабдить карточку иллюстрациями. Некоторые из солдат стали сопровождать посылаемые родным почтовые карточки рисунками. Эта идея была оперативно воспринята коммерсантами. По французской версии первая иллюстрированная почтовая карточка (открытка) была выпущена книготорговцем Леоном Бенардо из Бретани, по немецкой — книготорговцем А. Шварцем из Ольденбурга.
Начинание оказалось успешным и идея открытки быстро распространилась по остальным странам. В 1871 году их начали издавать почтовые ведомства Англии, Швейцарии, Люксембурга, Бельгии, Дании, Нидерландов, в 1872 — Швеции, Норвегии, Цейлона, в 1873 — Франции, Испании, Румынии, Сербии, Чили, в 1874 году — Италии. В России открытка увидела свет в 1872 году, первые советские открытки датируются ноябрём 1917 года. В 1878 году на II Всемирном почтовом конгрессе в Париже принят международный стандарт открытки: 9 × 14 см, который был изменён в 1925 году на другой — 10,5 × 14,8 см. Первоначально её оборотная сторона предназначалась для адреса (специального места для письма не предусматривалось), с 1904 года её левая половина отведена для короткого письма: циркуляром и.д. начальника Главного управления почт и телеграфов № 21 от 16 февраля 1904 года был установлен новый порядок. Адресную сторону открытого письма предписывалось разделить вертикальной линией на две части. Левая предназначалась для письменного сообщения, правая — для адреса, марки и почтовых отметок.
Первое русское специализированное периодическое издание об открытках появилось в России в 1904 году. Это была иллюстрированная хроника открыток «Открытое письмо». Издательство Общины святой Евгении в общей сложности выпустило около 7000 видов художественных открыток.
В Русско-японскую войну 1904—1905 годов японское и российское военные ведомства параллельно изобрели солдатские открытки с готовым текстом, который следовало лишь подписать и снабдить адресом получателя. В японском варианте казённое напечатанное сообщение выглядело так:
Сообщаю, что я жив, здоров. Адреса не предоставляю, потому что не знаю, где буду находиться завтра, но ваши письма дойдут до меня, если верно перепишете всё, что оттиснуто на почтовом штемпеле. Кланяюсь всем родным и знакомым.

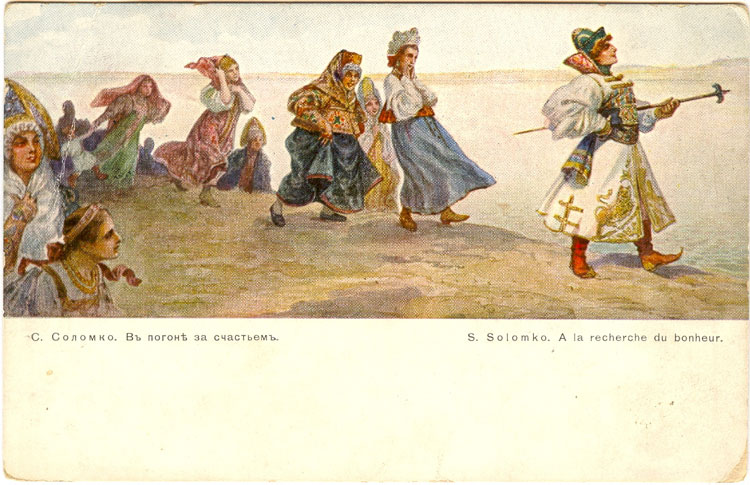
В погоне за счастьем (С. С. Соломко). Дореволюционная русская открытка

В России с 1 мая 1909 года во всех почтовых книгах, документах, бланках наименование «Открытое письмо» было заменено надписью «Почтовая карточка».

Пример наклеивания стандартной марки на лицевую сторону немаркированной открытки, прошедшей почту (СССР, конец 1960-х годов). Место для вертикальной марки стандартного выпуска отпечатано на художественной стороне открытки

Во второй половине 1920-х годов туристы из Крыма, Сочи и других черноморских курортов нередко рассылали своим знакомым необычные «сувениры»-открытки, которые представляли собой оригинальные почтовые карточки в виде древесного листка с пришитой к нему маркой. Об одной такой открытке, полученной из Крыма, информировал даже английский филателистический журнал.
В 1929 году советский журнал «Вокруг света» не только рассказывал о принципах построения коллекций открыток (по темам) в филокартии, но и упоминал о «кругосветных» открытках. При этом сообщалось о пари двух нью-йоркских филателистов, которые поспорили о том, какой кругосветный почтовый путь из Нью-Йорка в Нью-Йорк короче: на запад или на восток. «Западное» письмо вернулось в Нью-Йорк через 55 дней, обогнав «восточное» всего на несколько часов.
Поздравительная открытка, на почтовом штемпеле которой значилась дата 11 декабря 1925 года, пришла на имя жительницы города Уинона (штат Миннесота) Роуз Тимм (до замужества — Роуз Миллер) через 50 лет, в канун Рождества 1975 года. Открытку отправила подруга детства Роуз, Полин Хизер из Миннеаполиса, которая на момент доставки открытки уже давно умерла.

## Виды открыток
Иллюстрированные открытки делятся на художественные (репродукционные и оригинальные) и документальные (фотооткрытки).
Открытки, выпускаемые почтовыми ведомствами, как правило, имеют напечатанный знак почтовой оплаты и называются маркированными почтовыми карточками; на художественных немаркированных открытках предусмотрено место для его наклейки. Бывают случаи неправильного наклеивания марки на лицевую, художественную сторону открытки, предназначенной для прохождения по почте. Совсем редко встречаются открытки, на которых место для наклейки марки преднамеренно отпечатано на лицевой стороне, как, например, на советской открытке с изображением экспериментального автомобиля ХАДИ-7.
Поздравительные открытки
На первом месте находится огромное количество поздравительных открыток с праздниками (Рождество, Новый год, Пасха).
Видовая открытка
Почтовые открытки также могут представлять собой источник информации по социальной истории из различных сфер работы, торговли и досуга города или региона. Например, серия открыток с жанровыми сценами и городскими типами России: уличная торговля, продавцы и разносчики товаров, водоносы, ледорубы, извозный промысел, прогулки, развлечения, спорт и другие. С помощью таких открыток можно увидеть представителя уже несуществующей профессии, в том числе его внешний вид, одежду, а также определённые детали и позу.
Открытки-репродукции
Открытки-репродукции, которые могут быть носителями несохранившихся произведений искусства, выделяют в отдельную группу, поскольку они могут оставаться единственным источником, благодаря которому можно увидеть исчезнувший памятник культуры. На протяжении многих лет Росохранкультура выпускает сводные каталоги культурных ценностей, похищенных и утраченных в период Второй мировой войны. Одним из источников для восстановления изобразительного ряда как раз являются открытки. Репродуцированные открытки являются прежде всего изобразительным источником, благодаря которому можно судить об интересе государства и широкой публики к творчеству того или иного художника или художественного объединения. Например, художник Ф. К. Бурхард (1854—1918) в своё время был очень популярным и востребованным художником, о чём свидетельствуют многочисленные открытки, в советское же время не было издано ни одной открытки с репродукциями его картин.
Художественные открытки
Открытки, выпускаемые художественными объединениями Общества любителей художеств, Союза русских художников, Ассоциации художников Революции, ЛОССХ и другие, дают возможность ввести в научный оборот имена забытых и «неугодных» (репрессированных) художников и показать неизвестные страницы их творчества. Для музееведов, культурологов и искусствоведов представляет интерес информация о факте экспонирования произведений искусства на открытке. По этим данным можно реконструировать время проведения выставки, состав участников и, что самое главное, изобразительный ряд выставляемых работ. В советское время после каждой крупной выставки издавались открытки. Например, «15 лет РККА» (1933), «Выставка произведений изобразительного искусства социалистических стран» (1959), Всесоюзная юбилейная художественная выставка «50 лет Советской власти» (1967) и другие. Осознанная наглядность была целью большинства тогдашних почтовых открыток.
Фотооткрытка
Фотооткрытки отличаются тем, что их иллюстрации представляют собой фотографии. Раньше их ещё называли видовыми. Обычно на видовых открытках можно увидеть фотографии городов, виды местности, природы, известных людей. Фотооткрытка открывает огромные возможности для творчества. Сочетание искусства фотографии и дизайнерского оформления позволяет передать именно те чувства, которые вы хотите выразить другому человеку.
Рекламные открытки
Во второй половине XX века почтовые открытки стали выполнять и функцию носителей рекламы. Широкое распространение получили бесплатные открытки (англ. freecards).
Историко-событийные открытки
В ещё одну группу выделяются так называемые историко-событийные открытки, на которых старались запечатлеть как различные катастрофы, например на судне или в шахте, так и визиты высокопоставленных лиц в то или иное место, а также торжественные открытия, например театра, завода, храма, школы. Такие открытки играли своеобразную роль передатчика информации, которые распространялись среди населения. Так, например, события 1917 года активно освещались соответствующими почтовыми открытками.
Политические открытки
В свою очередь, из подобных событийных открыток вытекает ещё одна группа политических открыток. Таким образом, открытки не только демонстрируют событие, но и дают возможность посмотреть на исторических деятелей. Конечно, чаще на открытках изображали одиночных героев прошлого и настоящего, о чём, к примеру, свидетельствуют открытки-портреты революционных деятелей: В. И. Ленина, И. В. Сталина, Ф. Э. Дзержинского, М. И. Калинина, С. М. Кирова, Я. М. Свердлова и других. Исследование критериев художественного оформления таких портретных карточек может принести огромную пользу историческим исследованиям. Между тем, тематик политических почтовых открыток было куда больше — они охватывали все области самого понятия политики и пропаганды и были выполнены в самых разных цветах военного и мирного времени; в их число входят и так называемые юмористические или сатирические открытки с карикатурами на политическую тему.
Патриотические открытки
Во время Второй мировой войны своего абсолютного пика достигло производство патриотических почтовых открыток. Например, известная открытка того времени «Гитлер хочет есть — накормим его!», на которой художник В. Говорков изобразил Гитлера с ножом и вилкой перед пшеницей с надписью «Украина» и рядом — его же со снарядом во рту. Или другая открытка «Туда — Обратно», где сначала фашист с саблей кричит: «На Москву», а затем идёт обратно в лохмотьях среди немецких могил. На обороте открытки есть комментарий: «Без устали гнать и громить гитлеровские полки и дивизии. Уничтожим армию немецких захватчиков!». Издевательские сюжеты и подписи под иллюстрацией, а также добавления на оборотной стороне должны были выставить немцев жалкими и в то же время вызвать улыбку на лицах читающих. Сатирическая открытка в военное время играла не только патриотическую роль, но и поднимала дух солдат на фронте (см. также Пропаганда во время Второй мировой войны).
Деловая открытка
Деловая открытка появилась несколько десятилетий назад[когда?] и в наше[чьё?] время только набирает обороты. Эти открытки предназначены для поздравления своего партнёра по бизнесу, клиента, представителя СМИ, сотрудника органа власти или государственного чиновника с профессиональным праздником, победой на выборах, да и мало ли с чем можно поздравить хорошего, но не близкого человека. Такую открытку не выкинут в корзину, а поставят на рабочем столе, где она простоит долгое время, напоминая о дарителе. Кроме того, с её помощью можно установить доверительные отношения с клиентами или партнёрами по бизнесу и даже с собственными сотрудниками.
Агитационная открытка
Голосовая открытка
Виртуальная открытка.

## Интересные факты
- В Советской Армии в условиях дефицита, особенно в «горячих точках» и Афганистане, красочных поздравительных открыток для отправки домой (в избытке же были обычно так называемые «армейские» конверты без рисунков и марок по 0,5 и 1 копейке), открытки иногда делали сами: брали красочный плакат либо красивые обои на плотной бумаге, вырезали из них «открытки» и рисовали на обратной стороне гра́фы для письма (слева), индекса (слева внизу), а́дреса туда (справа вверху) и обратного а́дреса (справа внизу). Открытки военнослужащих срочной службы пересылались бесплатно (почтовая марка не требовалась), и такие «самоделки» доходили до адресатов.
- В 1989 году во Франции появилась музыкальная открытка.[источник не указан 625 дней] При открытии книжечки бумажный язычок замыкает контакт и устройство (батарейка, микропроцессор и динамик) воспроизводит мелодию[15].[неавторитетный источник]

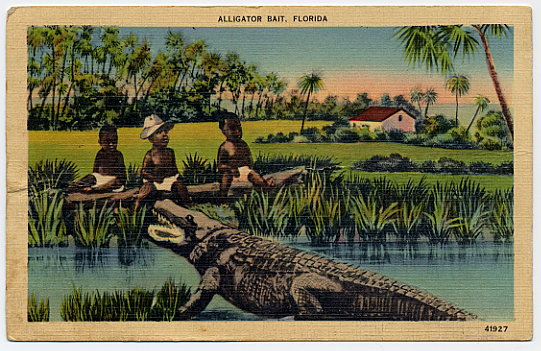
Открытка расистского содержания с надписью «Alligator Bait. Florida» («Приманка для аллигатора. Флорида»; США, 1900-е годы)
Отрезная гознаковская карточка 1928 года, лицевая и оборотная сторона. Отрезались от листа обычными ножницами по пунктиру при продаже
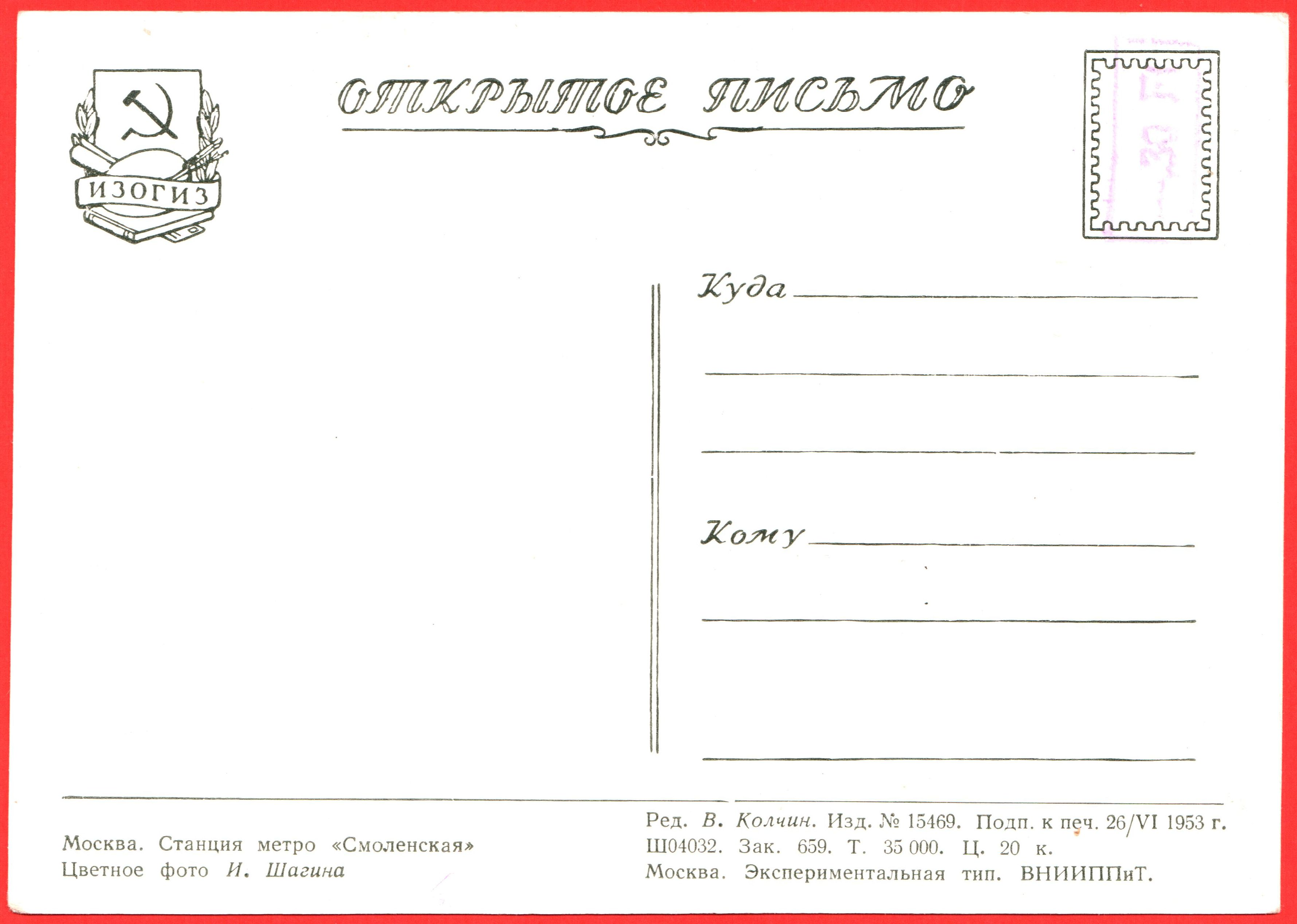
Бланк иллюстрированного открытого письма СССР для использования на территории Венгрии, типовая обратная сторона (1953)
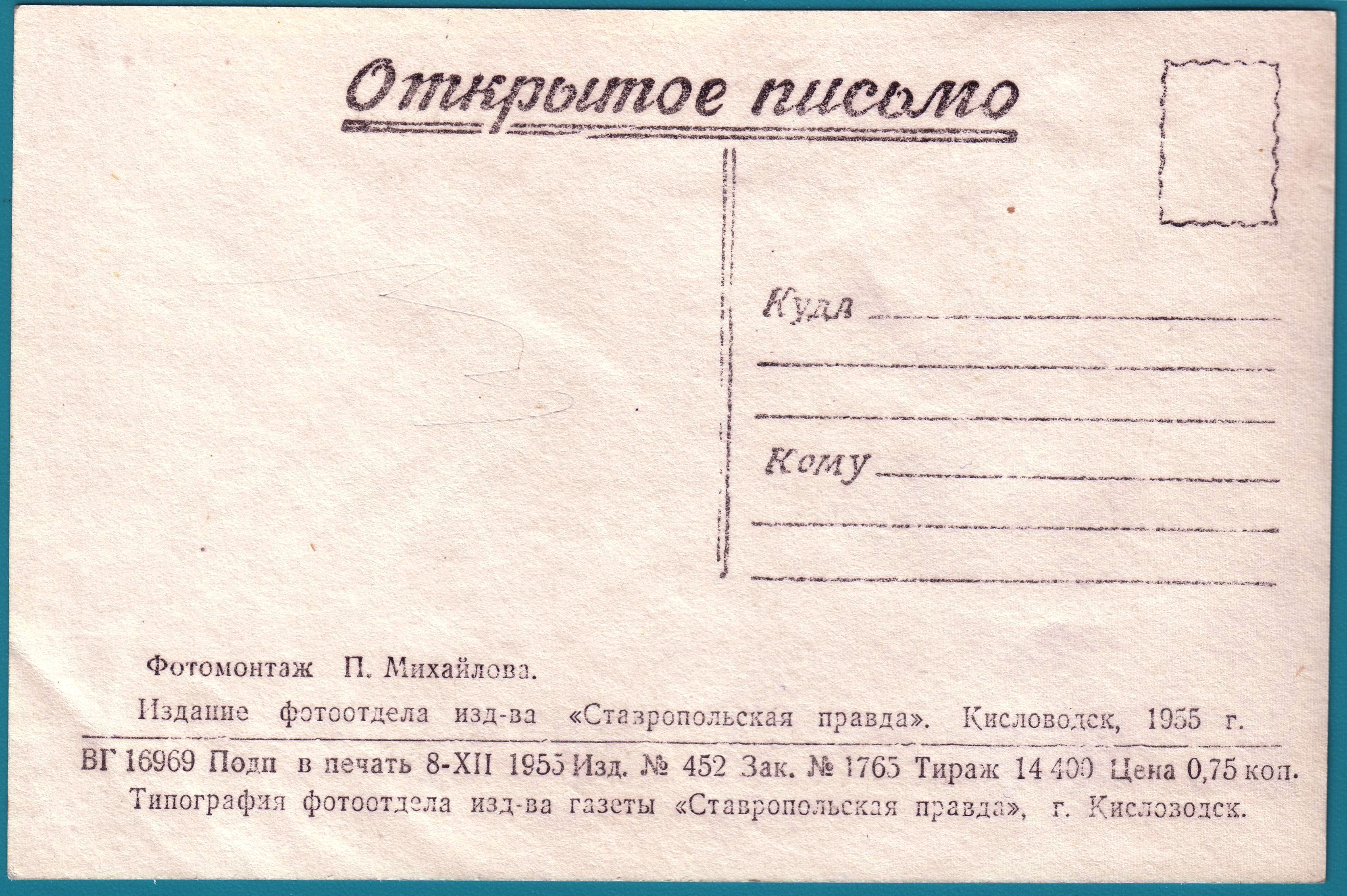
Бланк частного открытого письма (СССР, Кисловодск, 1955), отпечатанного не в типографии, а в виде чёрно-белой глянцевой фотографии
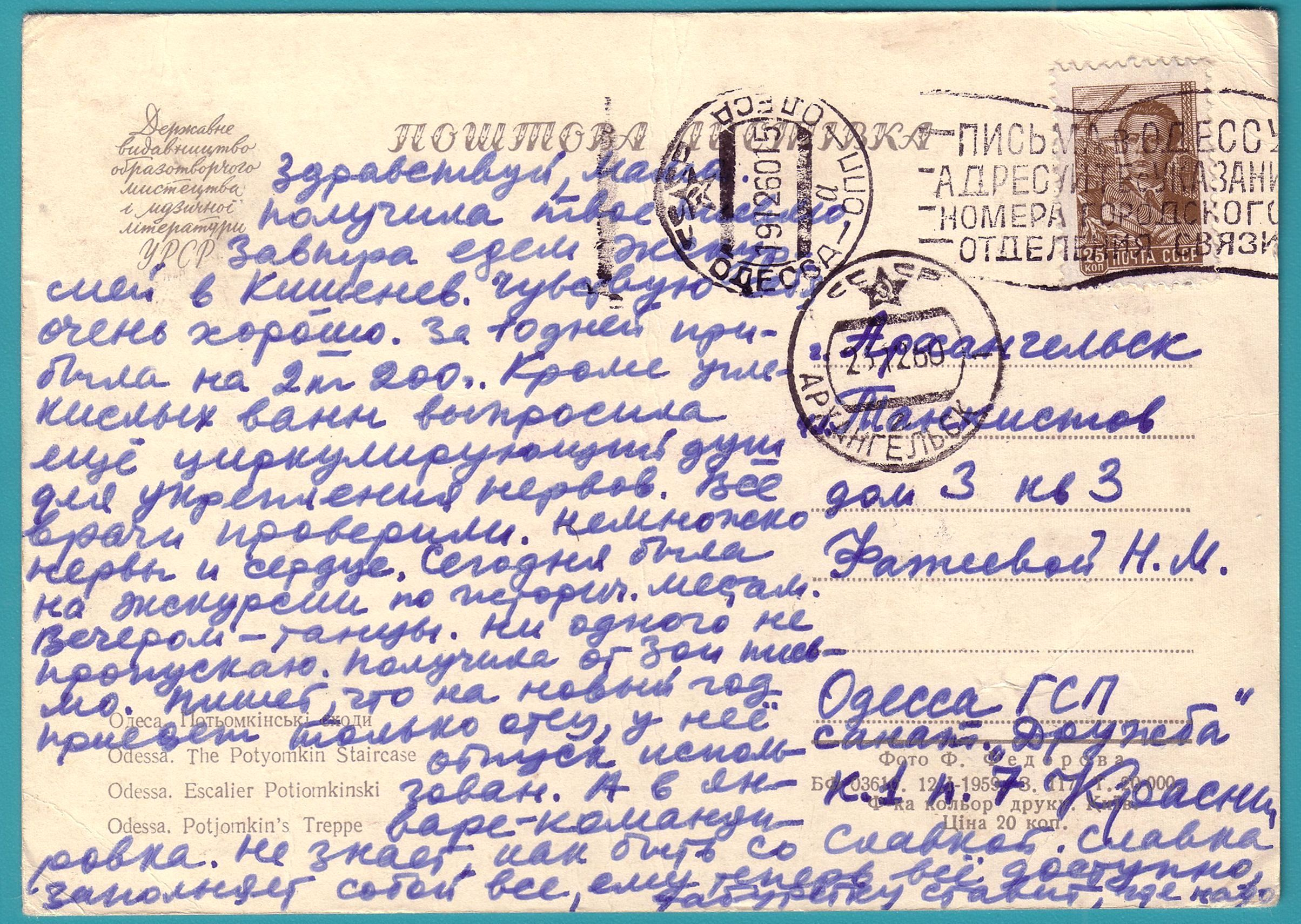
Почтовая открытка (укр. поштова листівка), отправленная из Одессы в Архангельск; марка погашена информационно-рекламным штемпелем (1960)
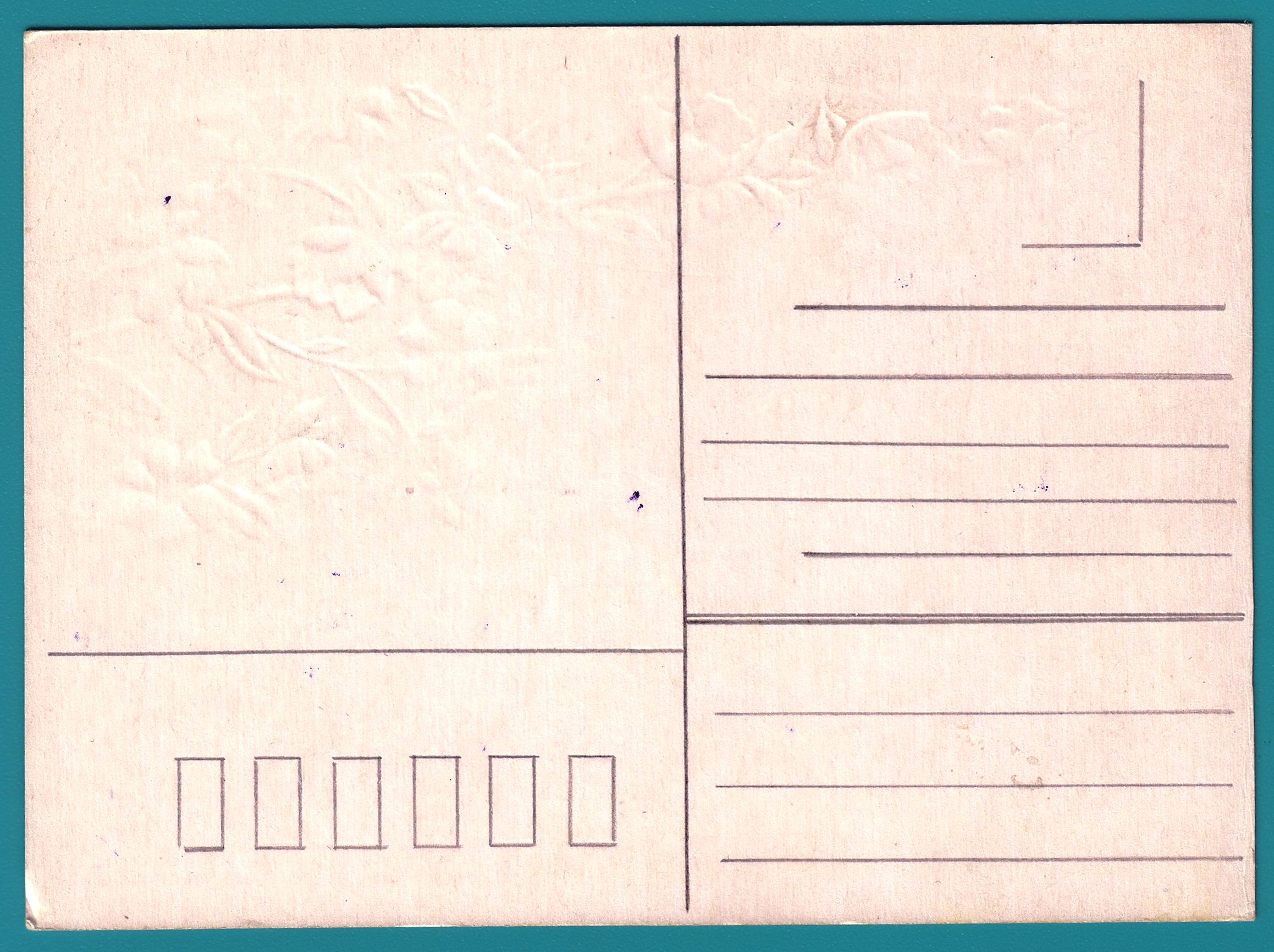
Самодельный бланк неотправленной «поздравительной открытки», изготовленный в одной из частей Советской Армии (1980-е годы)[к 1]
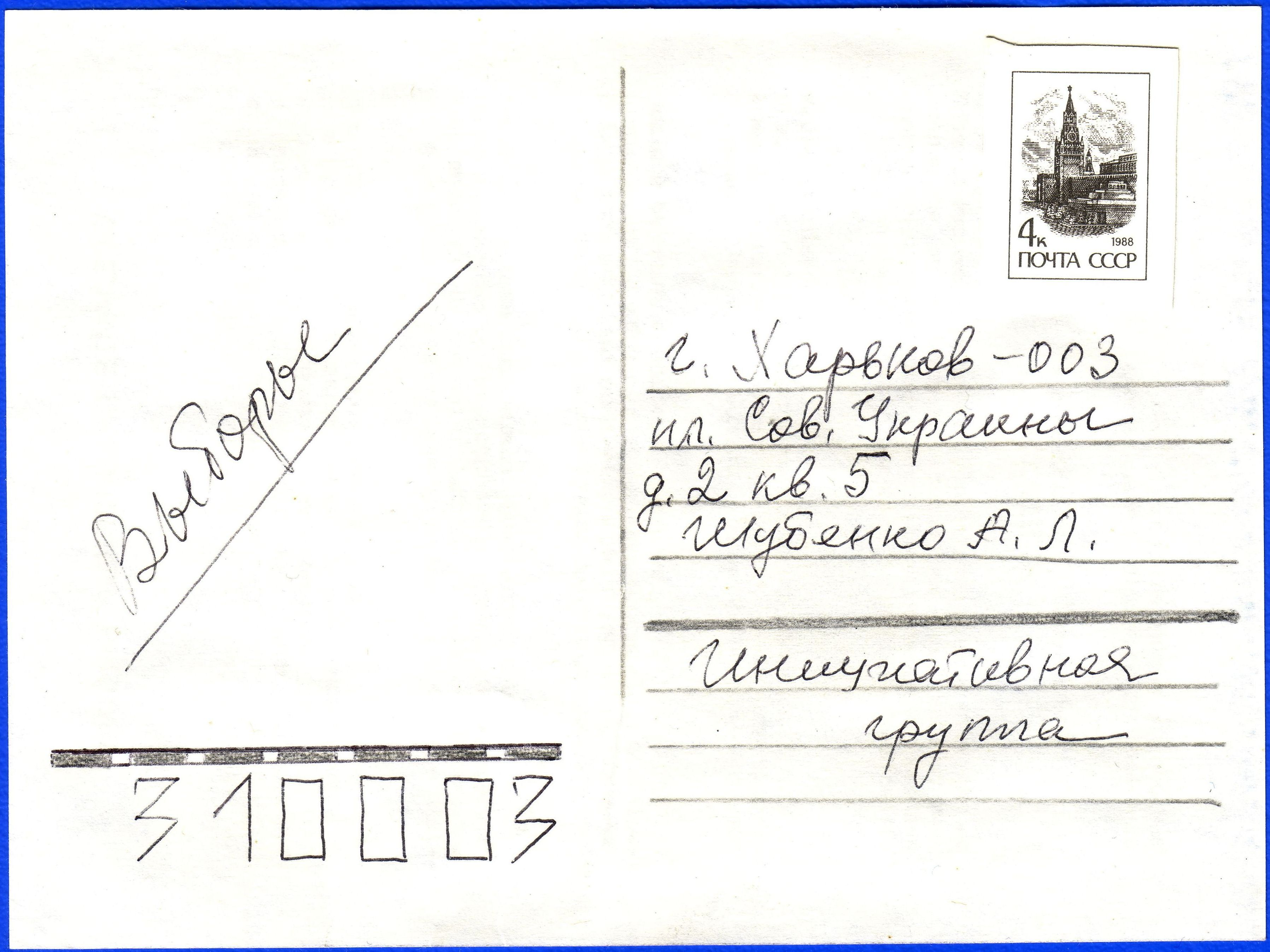
«Перестроечная» агитационная открытка В. Коротича. СССР (обратная сторона, 1989)
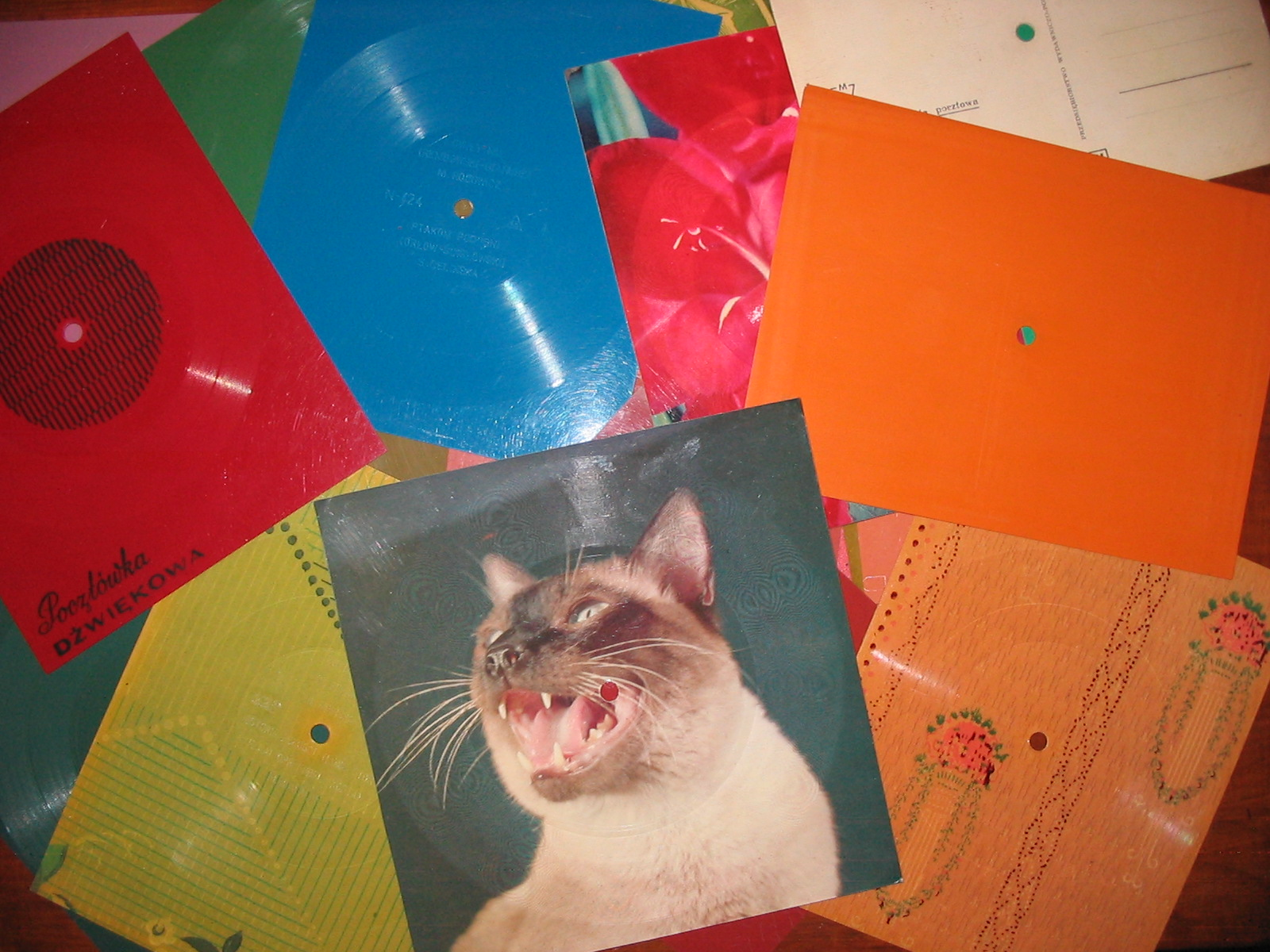
Звуковые открытки Польши (с грамзаписью)